# Miguel Induráin
Miguel Induráin Larraya (Villava, Navarra, 16 de julio de 1964) es un exciclista español, profesional entre 1984 y 1996. Es considerado como el mejor ciclista español de todos los tiempos y uno de los mejores deportistas de la historia del país, destacando «su capacidad de sacrificio y su saber ganar». Ha recibido diversos premios en reconocimiento a su carrera deportiva, destacando el Premio Príncipe de Asturias de los Deportes en 1992. Su hermano menor, Prudencio Induráin, también fue ciclista profesional.
Fue ganador del Tour de Francia durante cinco años consecutivos (de 1991 a 1995) —el único que lo ha conseguido de forma consecutiva— y del Giro de Italia en dos ocasiones consecutivas (1992 y 1993); además, fue campeón del mundo contrarreloj (1995), campeón olímpico contrarreloj (1996) y poseedor del récord de la hora (1994) durante dos meses.
Por otra parte, sumó a su palmarés varias vueltas por etapas de una semana y clásicas de un día, destacando entre ellas la Volta a Cataluña (1988, 1991 y 1992), la París-Niza (1989 y 1990), la Clásica de San Sebastián (1990), el Campeonato de España en Ruta (1992) y la Dauphiné Libéré (1995 y 1996), destacando sobremanera en las etapas contrarreloj para conseguir esas victorias, siendo simultáneamente uno de los mejores escaladores del panorama ciclista.
Debido a su palmarés formó parte de la Sesión Inaugural del Salón de la Fama de la UCI en el año 2002, y fue considerado el octavo mejor ciclista del Tour de Francia según un jurado compuesto por cinco especialistas franceses seleccionado por la organización del propio Tour.Fue galardonado con dos Bicicletas de Oro.

## Trayectoria deportiva

### Inicios en el ciclismo
Segundo de cinco hermanos de una familia de agricultores de Villava (localidad situada a 4 km de Pamplona). Dio sus primeras pedaladas a la edad de nueve años en compañía de tres de sus hermanos. Se inició en el ciclismo al cumplir los diez años, cuando le regalaron una bicicleta de segunda mano para recorrer los 20 km que separan Villava del pueblo de su madre (Alzórriz).
A los once años tuvo su primera bicicleta de carretera, comprada por su padre para compensarle por el robo de la primera bicicleta, robo sufrido mientras le ayudaba en el campo. Con ella, participó en 1975 en una carrera de alevines en Luquin en la que terminó segundo; a la semana siguiente en su segunda carrera, en Elizondo, consiguió su primera victoria. Esas carreras las disputó con el recién fundado Club Ciclista Villavés a modo de prueba, en el que se había inscrito junto a unos amigos de la localidad; a partir de 1976 ingresó en el equipo y empezó a correr con regularidad.
La práctica de deportes de manera competitiva no estaba en su planes de futuro. Esta competitividad comenzó a fraguarse cuando sus padres decidieron que estudiase en Pamplona, en el mismo colegio que sus primos. Como el cambio no fue de su agrado, protestó canalizando sus energías hacia el deporte, practicando multitud de ellos hasta que al fin encontró uno en el cual destacaba, el ciclismo.

### Categorías inferiores
Durante su primer año completo de alevín, en 1976, consiguió un total de trece victorias incluyendo el Campeonato de Navarra de la categoría. Su progresión en ningún momento se estancó y ya en los dos años de categoría infantil se hizo con un total de veinte victorias. Durante sus dos años de cadete participó en diversas pruebas del circuito navarro y vasco, aunque con preocupación de sus padres ya que el modesto equipo donde estaba no podía asegurar alojamiento y comida, y dependían de los resultados que obtuviese Miguel. En esa categoría fue considerado uno de los ciclistas con más futuro del ciclismo navarro, consiguiendo un total de catorce victorias en esos dos años, aunque se dijo que no tenía posibilidades de destacar en la alta montaña. En 1981, subió a categoría juvenil, categoría donde los equipos grandes se suelen fijar para seguir a futuras figuras, donde consiguió cinco victorias en su primer año.

#### Ciclismo amateur: ingreso en el Reynolds
A través de Pepe Barruso, director del Club Ciclista Villavés, el equipo profesional navarro Reynolds se incorporó en sus categorías inferiores. Eusebio Unzué y José Miguel Echávarri director de la sección aficionada del equipo, lo observó en diversas pruebas del circuito navarro, y en 1982, tras obtener otras once victorias en su último año juvenil, ingresó en el equipo filial (de categoría aficionado) dejando definitivamente los estudios para dedicarse al ciclismo. El primer año fue de adaptación, no sin dificultades, a la categoría, ya que no obtuvo ninguna victoria en los pocos meses que corrió para el equipo. En su segundo año en la categoría consiguió sus primeras grandes victorias: el Campeonato de Navarra y España de Ciclismo aficionado. El Campeonato de España lo ganó además «impresionando» a su director, Eusebio Unzué, ya que estuvo presente en todos los cortes que se produjeron en carrera y logrando batir al sprint a Jokin Mujika. El año lo terminó con una victoria en la Vuelta a Salamanca donde además ganó una etapa. Ya era por entonces una de las más firmes promesas del ciclismo español, aunque se le consideraba un buen esprínter y clasicómano por sus cualidades como rodador, pero con ciertas limitaciones en la montaña.
A mediados del año 84 ya sumaba 19 victorias como aficionado. Antes de fichar por su primer equipo profesional fue seleccionado para participar en los Juegos Olímpicos de Los Ángeles (que por entonces lo disputaban corredores no profesionales), aunque no terminó la prueba.

### Ciclismo profesional

#### Debut

##### 1984: primera victoria
Debutó como profesional el 7 de septiembre de 1984 con el equipo profesional del Reynolds (cuya estructura pasó posteriormente a formar el equipo Banesto) para disputar el Tour del Porvenir. Estos debuts a finales de temporada son muy habituales en el ciclismo, mediante contratos a las jóvenes promesas desde el 1 de agosto o septiembre (caso de Miguel) para disputar unas pocas carreras, a veces solo una, a modo de prueba, para ver su adaptación al profesionalismo, y para tener una primera toma de contacto con sus posibles futuros compañeros de equipo, situación que se conoce como stagiaire. En esa primera carrera como profesional ya consiguió su primera victoria en la contrarreloj de la décima etapa, pero al igual que en los Juegos Olímpicos no consiguió terminar la carrera.

##### 1985: líder en la Vuelta
En 1985, con solo unos pocos meses en el profesionalismo, ya destacó en la Vuelta a España en la que fue líder durante cuatro etapas (hasta la sexta etapa con final en Lagos de Covadonga), siendo desde entonces el ciclista más joven en portar el maillot amarillo en la Vuelta, tras quedar segundo en el prólogo y aprovecharse del alto ritmo que impuso su equipo en la segunda etapa para descolgar al que por entonces era el líder de la general, Bert Oosterbosch. Aunque pudo acabar la Vuelta finalmente no consiguió ninguna victoria y en ningún momento estuvo en los puestos delanteros en las demás etapas debido a su juventud e inexperiencia. Después participó en su primer Tour de Francia, aunque no le fue tan bien como en la Vuelta, ya que se vio obligado a abandonar al cuarto día debido a un proceso vírico. Sus victorias llegaron en el Tour del Porvenir (una contrarreloj y una etapa en línea) aunque de nuevo no acabó la prueba. También subió al pódium con un segundo puesto en la Vuelta a Andalucía-Ruta del Sol y al vencer en la clasificación de las metas volantes de la Vuelta a Burgos.

#### Progresión en el Reynolds

##### 1986: Tour del Porvenir y pruebas médicas
En 1986 llegaron sus primeros grandes éxitos como profesional al ganar las dos contrarrelojes del Tour del Porvenir (la prólogo y la décima etapa), consiguiendo la victoria en la clasificación final tras resistir en la montaña. Además, consiguió buenos resultados en pruebas no oficiales pero de cierto prestigio como el tercer puesto en el G. P. Zizurkil y el triunfo final en la Vuelta Ciclista a Murcia tras ganar la prólogo contrarreloj. De nuevo acudió al Tour, donde se dejó ver más que en el año anterior, ya que obtuvo el tercer puesto en la séptima etapa, aunque de nuevo abandonó la carrera.
Los éxitos cosechados a lo largo de la temporada sorprendieron a sus directores, que decidieron analizar sus posibilidades en la clínica del médico italiano Francesco Conconi (de la Universidad de Ferrara), consultas que fueron frecuentes hasta el año 1991. Las primeras pruebas médicas determinaron que tenía un potencial físico ilimitado y que para desarrollarse como ganador de Grandes Vueltas por etapas debía adelgazar y entrenar duramente en montaña. A partir de ese momento su formación y evolución pasó a ser la gran esperanza de sus directores.

##### 1987: primer Tour finalizado
En 1987 comenzó a imponerse en pruebas de montaña, como la carrera asturiana Vuelta a los Valles Mineros donde ganó la carrera, pero no basándose en sus buenas contrarrelojes (aunque fue segundo en la contrarreloj prólogo) sino ganando en otro tipo de etapas en las cuales consiguió tres victorias, lo que le hizo además ganar la clasificación de la regularidad. Durante esa temporada también venció en el G. P. Navarra, Vuelta a Galicia y Semana Catalana (en esta última venciendo en la clasificación de la regularidad). También destacó en pruebas no oficiales ganando la Subida al Txitxarro (ganando además la etapa contrarreloj) una etapa de la Vuelta a Murcia y siendo segundo en el G. P. Bilbao.
Además, en ese año consiguió terminar su primer Tour de Francia con tan solo 22 años. Eso sí, lo hizo muy lejos de los puestos de cabeza, exactamente en el puesto 97, a casi dos horas del vencedor final: el irlandés Stephen Roche. Por último participó en su primer Campeonato Mundial de Ciclismo en Ruta que también lo logró acabar, pero al igual que en el Tour con una discreta actuación, finalizando en el puesto 64.

##### 1988: estancamiento y dudas
El 1988 supuso un ligero estancamiento en su progresión. Los problemas con las alergias le impidieron rendir en las pruebas de principio de temporada. Ante la ausencia de Pedro Delgado (ese año había vuelto al Reynolds) que prefirió correr el Giro, acudió a la Vuelta España para ayudar de su compañero Julián Gorospe, líder del equipo en aquella vuelta. No consiguió terminar la prueba y en ningún momento se mostró en los puestos de cabeza.
Sin embargo, en el Tour de Francia desarrolló una importante labor en apoyo de Delgado, que ganó la carrera; y terminó la temporada con el triunfo en la prestigiosa Volta a Cataluña venciendo en la etapa contrarreloj. Otras victorias fueron en sendas etapas de la Vuelta a Cantabria y Vuelta a Galicia (en esta última haciéndose con la clasificación de la regularidad). En esos momentos empezó a ser considerado como eterna promesa, ya que se decía que no tenía posibilidades de destacar en las Grandes Vueltas por etapas, debido a su irregularidad en la montaña.

#### Confirmación

##### 1989: primera victoria de etapa en el Tour
En 1989 comenzó a disipar las dudas imponiéndose en la prestigiosa París-Niza, cimentando su triunfo en la montaña (cuatro segundos puestos en etapas) y por delante del irlandés Stephen Roche (dos años antes había ganado el primer Tour que acabó Miguel); obteniendo así el honor de ser el primer español en lograr el triunfo en esta prueba. La prensa internacional comenzó a considerar al navarro como una de las principales promesas del pelotón internacional. Poco después se hizo con la victoria en el Criterium Internacional ganando la etapa contrarreloj una prueba a priori más adaptada a sus características. Finalmente en las Clásicas de las Ardenas fue séptimo en la Lieja-Bastoña-Lieja y décimo en la Flecha Valona.

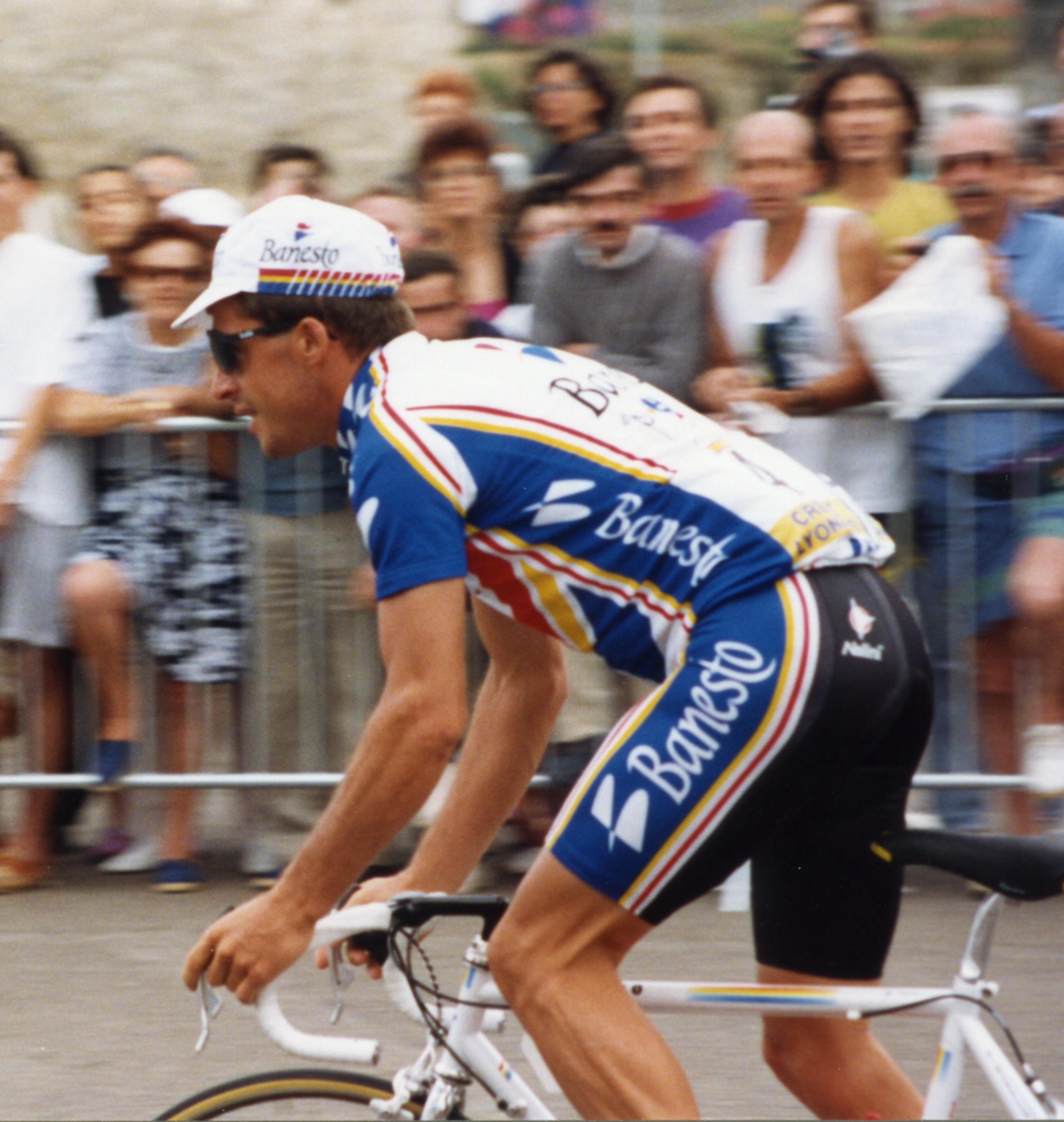
Pedro Delgado, corredor para el que Induráin trabajó en sus primeros años.

La victoria de la París-Niza le permitió presentarse en la salida de la Vuelta a España como un corredor importante del Reynolds, incluso de teórico líder por delante de Pedro Delgado cuyo objetivo era el Tour de Francia ya que este llegaba solo con intención de preparar la ronda francesa, no habiendo obtenido ninguna victoria antes de empezar la carrera (al contrario de Induráin que ya había ganado 3 carreras), aunque finalmente ganó esa Vuelta. El corredor navarro sufrió una caída bajando el puerto del Fitu en la etapa de montaña que finalizaba en Los Lagos de Covadonga que le obligó a abandonar (como sucedería 7 años después en el mismo puerto), con una doble fractura en la mano izquierda. Aunque finalizó la etapa, no pudo continuar debido a las lesiones en la muñeca diagnosticadas en el, por entonces, Policlínico de Arriondas (después de una fuerte polémica por no querer atenderle en un primer momento). En las etapas anteriores no destacó, sin ningún puesto entre los mejores aunque en el día de la caída estaba noveno en la clasificación general a 3 minutos de Delgado, con opciones de poder ganar la carrera, o al menos entrar en el pódium, ya que dos días después de la etapa donde se cayó tenía una contrarreloj de 47 km que le favorecía.[cita requerida]
Llegó justo de forma a la salida del Tour, pese a ello consiguió hacer una importante labor en apoyo de Pedro Delgado y logró ganar su primera etapa en la ronda francesa, tras una larga escapada con final en Cauterets, donde llegó tan agotado que  apenas celebró su triunfo. Pocos días después, fue tercero en una etapa cronoescalada. Acabó la carrera en el puesto 17 continuando su progresión en las clasificaciones generales de las Grandes Vueltas.
Otros resultados destacados aunque de menor nivel los obtuvo en la Bol d'Or de Chaumeil donde fue cuarto y en la Vuelta a la Comunidad Valenciana y G. P. Navarra donde fue quinto.

##### 1990: eclosión definitiva en el Tour
La temporada de 1990 supuso su confirmación como ciclista al más alto nivel en el equipo Banesto (desde el Tour de 1989 fue copatrocinador del equipo). Repitió triunfo en la París-Niza (ganando una etapa), ganó sendas etapas en la Vuelta a la Comunidad Valenciana y Vuelta al País Vasco donde acabó tercero, mismos puestos que obtuvo en la Vuelta a Burgos (donde ganó la clasificación de la regularidad) y Campeonato de España en Ruta. Además, destacó en las clásicas más importantes del calendario internacional con el triunfo en la Clásica de San Sebastián y el tercer puesto final en la Flecha Valona; y en otras menores como en el Trofeo Luis Puig donde fue quinto. En la Vuelta a España 1990, consiguió por primera vez terminar entre los diez primeros en una ronda de tres semanas, acabando séptimo.

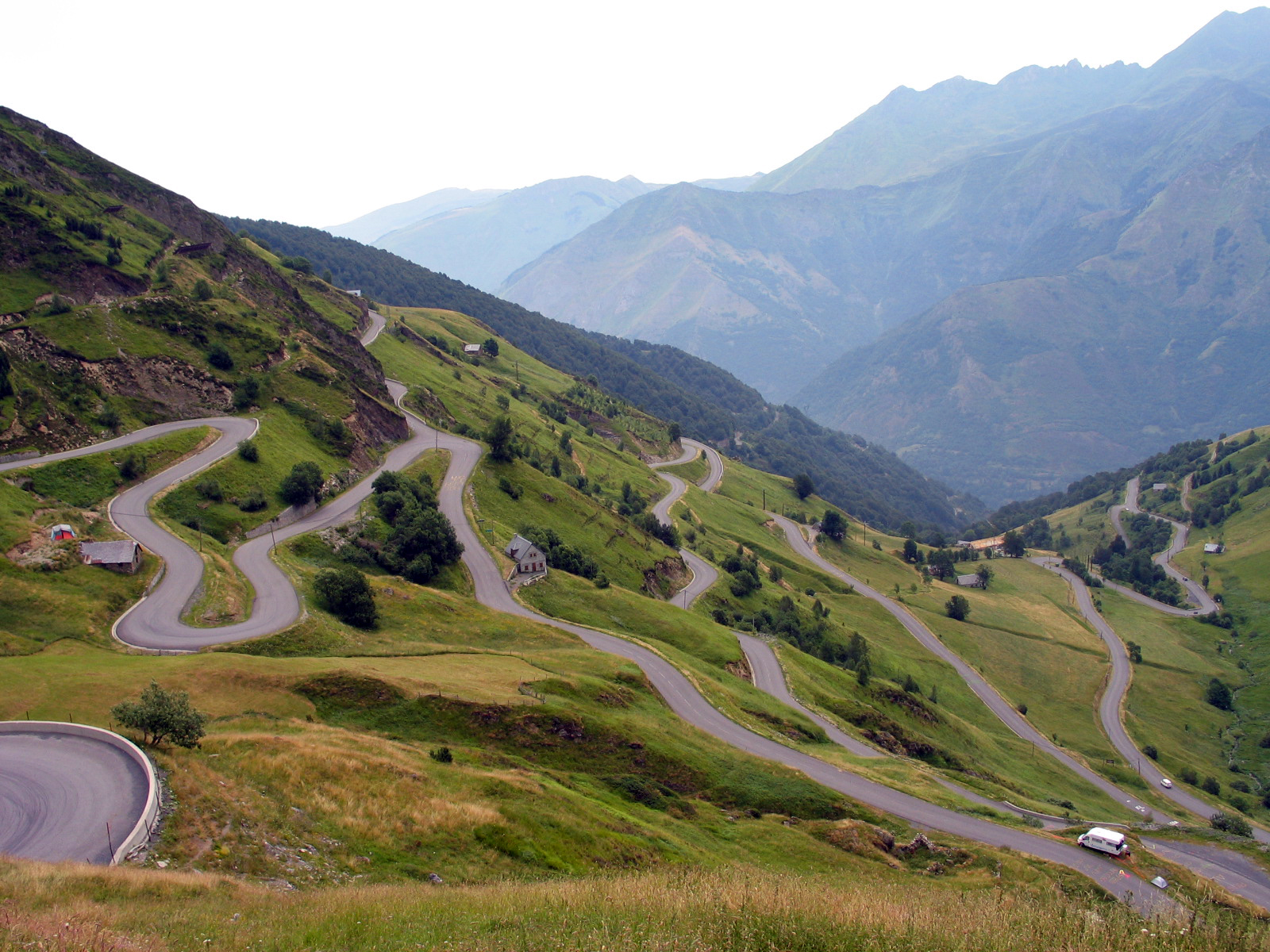
Puerto de Luz Ardiden, donde Induráin se confirmó como líder del Banesto.

Acudió al Tour como gregario de lujo de Pedro Delgado. En la primera contrarreloj larga terminó en segunda posición, por delante de todos los favoritos al triunfo final, y por ello comenzaron a oírse voces discutiendo el liderato de Delgado en el Banesto. Sin embargo, en la primera etapa de montaña Induráin fue obligado a sacrificarse en favor de Delgado, perdiendo todas sus opciones al triunfo final. En el resto del Tour se mostró como el hombre más fuerte en la montaña, con un tercer puesto en la cronoescalada a Villard-de-Lans, un segundo puesto dos días después en otra etapa de montaña y finalmente consiguiendo batir a Greg Lemond en la cima de Luz-Ardiden en la etapa 16.ª. Quedó claro que en 1991 debía partir como jefe de filas al mismo nivel que Delgado, ya que, según las crónicas, perdió 12 minutos y 50 segundos en ayudar a su jefe de filas tiempo que le habría bastado para ganar el Tour, ya que acabó en el décimo puesto a 12 minutos y 47 segundos del ganador. A pesar de las críticas hacia el director del equipo, José Miguel Echavarri defendió en todo momento que su objetivo en el Tour era fiarlo todo a un líder único, que en ese caso era Delgado, aunque posteriormente visto el resultado final admitió que tendría que reflexionar sobre lo ocurrido dando a Miguel un status de líder para siguientes ediciones de la ronda gala.
Para finalizar la temporada acabó su segundo Campeonato del Mundo en Ruta, comenzando a aparecer en los primeros puestos y acabando duodécimo. En esos últimos meses del año se incorporó al equipo el médico Sabino Padilla, que sería importante en su trayectoria deportiva. A pesar de ser médico del equipo su misión principal fue dedicarse a él porque según el director Echavarri "podía hacer grandes cosas", basándose en los datos de Conconi. Padilla se incorporó así a la estructura médica del Banesto en la que ya trabajaba el valenciano José Calabuig Nogués (especialista en cardiología de la Clínica Universidad de Navarra) quien fuera médico de referencia de Miguel y pasaría a ser conocido por ello.

#### Los años gloriosos

##### 1991: primer Tour
La preparación de 1991 fue similar a la del año anterior. Destacó en la clásica Lieja-Bastoña-Lieja donde acabó cuarto y después ganó el Tour de Vaucluse (ganando además una etapa contrarreloj). Ante la ausencia de Delgado que prefirió disputar el Giro de Italia como preparación al Tour, se presentó en la Vuelta a España 1991 como jefe de filas de Banesto y principal favorito a la victoria final. Sorprendentemente se vio batido en las contrarreloj por el joven y desconocido Melchor Mauri, quien se vio beneficiado por la supresión debido al mal tiempo de la etapa reina de los Pirineos (que discurría por Andorra y acababa en el puerto inédito de Pla de Beret) y por un trazado escaso en montaña. Terminó segundo en la clasificación final, y desde los medios especializados y aficionados se volvió a dudar de su capacidad para conseguir la victoria en las grandes vueltas por etapas. Poco después ganó dos etapas en la Bicicleta Vasca donde acabó tercero en la clasificación general.

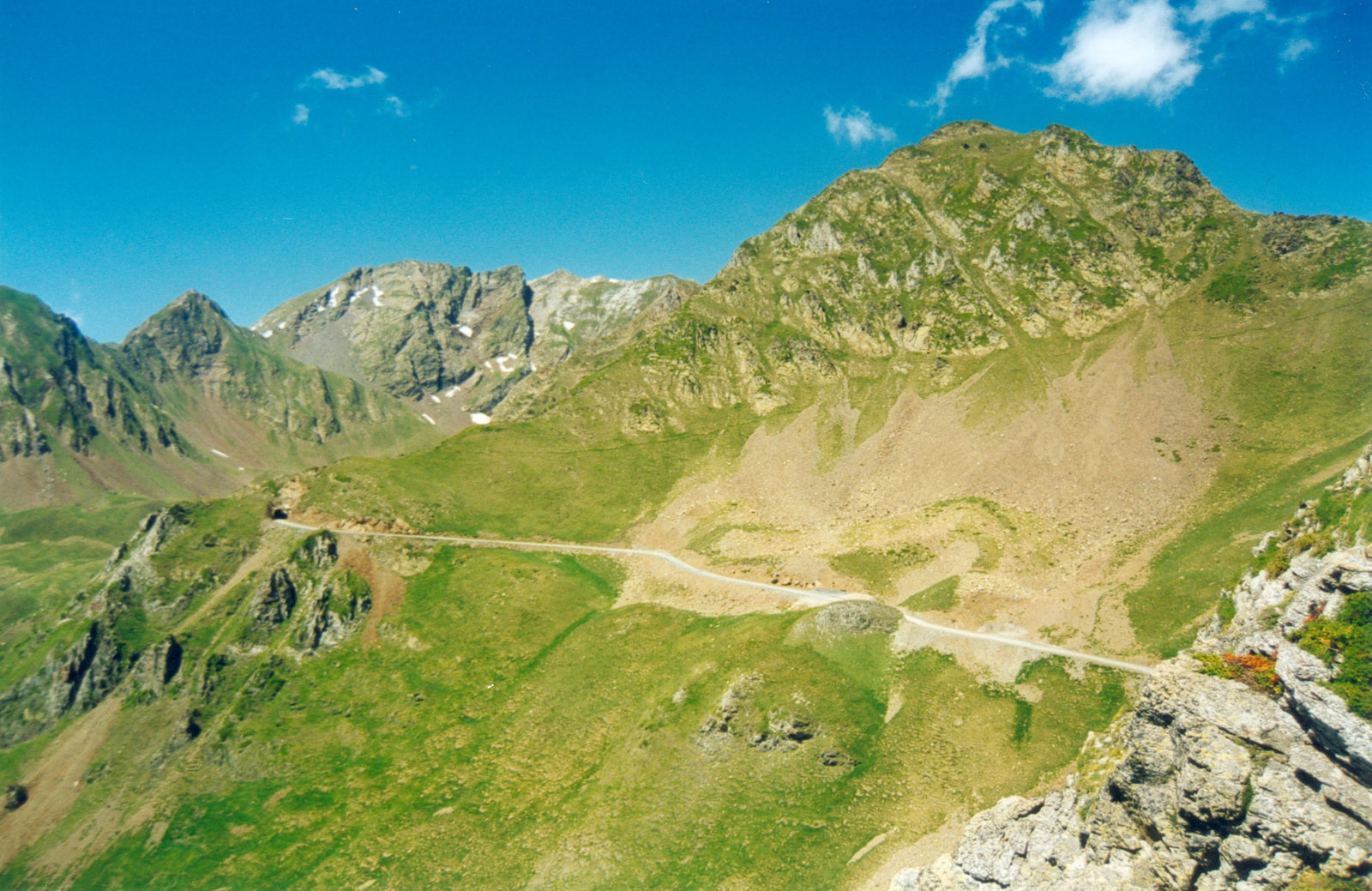
En el descenso del mítico Col du Tourmalet (en la imagen) Induráin fraguó su liderazgo en el Tour de 1991.

En la salida del Tour de Francia, José Miguel Echavarri, director de Banesto, informó de que Induráin y Delgado partían como líderes en igualdad de condiciones. En las etapas llanas y de media montaña los líderes españoles recibieron fuertes críticas de la prensa debido a su falta de combatividad. Teóricos favoritos a la victoria final como Charly Mottet o Greg Lemond se distanciaron en la clasificación general y tanto Delgado como Induráin comenzaron a ser considerados valores a la baja por la prensa especializada. Sin embargo, Miguel presentó su candidatura al batir a Lemond en la primera contrarreloj larga del Tour, 73 km en torno a la localidad de Alençon. En la etapa reina de los Pirineos Delgado no aguantó el ritmo de los mejores en la subida al Tourmalet quedándose retrasado, mientras el corredor navarro formaba parte del reducido grupo de corredores favoritos a la victoria final. En los últimos metros de la ascensión, Lemond cedió unos metros, y en ese instante Induráin se lanzó en una bajada vertiginosa abriendo hueco con el resto de candidatos. En el llano entre puertos se le unió el italiano Claudio Chiappucci (al que le cedió la victoria), y ambos iniciaron una escapada, en la que aún tenían que subir los puertos de Aspin y Val Louron, sentenciando a Lemond y dejando a Gianni Bugno como único rival en la clasificación general, a más de tres minutos. En las siguientes etapas aguantó sin dificultades los ataques de Bugno en el Alpe d'Huez con un estilo que la prensa francesa calificó como majestuoso, y consiguió sin sobresaltos convertirse en el cuarto español en lograr la victoria en la ronda francesa.
Como colofón de la temporada preparó a conciencia el Mundial disputado en Stuttgart, pese a que el circuito no era lo suficientemente duro para hacer una gran selección. Se mostró de los más fuertes en carrera y resistió todos los ataques pero no pudo batir en el sprint a Bugno ni a Steven Rooks, teniéndose que conformar con la medalla de bronce.

##### 1992: doblete Giro y Tour
En 1992 inició la temporada a un ritmo más bajo que las anteriores, debido a que sus objetivos estaban centrados en el Tour de Francia, pese a ello acabó tercero en la clasificación general de la París-Niza. Aconsejado por su director Echavarri, renunció a participar en la Vuelta a España y eligió el Giro de Italia como preparación para el Tour. Poco antes de la carrera italiana destacó en el Tour de Romandía ganando una etapa contrarreloj y acabando segundo en la clasificación general. En el Giro cogió la maglia rosa en la segunda etapa y distanció a sus rivales tras ganar la contrarreloj de Sansepolcro en la cuarta. Defendió el liderato a lo largo de la carrera tras responder con autoridad a los ataques de Chiapucci y Chioccioli en los Dolomitas, pese a que sus directores le aconsejaron que cediese el liderato ya que tenía a favor la contrarreloj final en Milán. No fue así y con el Giro ya en sus manos en aquella contrarreloj final dobló al segundo clasificado que había salido 3 minutos antes que él, Chiappucci, dejándole en la clasificación general a más de cinco minutos y ganando además la clasificación del Intergiro. Se convirtió de esta forma en el primer corredor español en ganar el Giro de Italia (posteriormente, 16 años después, lo logró Alberto Contador).
Poco antes del Tour de Francia, donde copó las apuestas de favoritos junto al italiano Bugno, quedó quinto en la Subida al Naranco. Ya en la carrera francesa, tras reservarse durante la primera semana, marcó un hito en la contrarreloj de Luxemburgo dejando al resto de favoritos a una distancia de entre tres y diez minutos tras ganar la etapa; la prensa francesa comenzó a nombrarlo como "el extraterrestre". El Tour se convirtió en un "todos contra Induráin". En la primera etapa de montaña, debido a un ataque de Chiapucci a más de 200 km de la meta camino de la estación de Sestriere, sufrió más que nunca teniendo hasta un desfallecimiento, que le obligó a vaciarse para conseguir el maillot amarillo. En la etapa de Alpe d'Huez se mantuvo cerca de Chiapucci, realizando una gran ascensión y consiguiendo finalmente la victoria en la ronda francesa sin mayores contratiempos. Tras finalizar el Tour venció en una etapa del Trofeo Castilla y León, en la clasificación general de la Volta a Cataluña y en el Circuit de l'Aulne.
En el Mundial de Benidorm, al igual que en el anterior en Stuttgart, se mostró de los más fuertes pero de nuevo fue perjudicado por un recorrido no demasiado duro para sus características, siendo esta vez sexto en el sprint del grupo de favoritos. Las buenas actuaciones a largo de la temporada le hicieron proclamarse ganador de la clasificación del Ranking FICP (a partir de 1993 llamado Ranking UCI), una clasificación de poco prestigio pero que galardonaba al mejor corredor a lo largo de la temporada, clasificación en la que ya fue segundo un año antes y cuarto en 1990.

##### 1993: segundo doblete Giro y Tour consecutivo

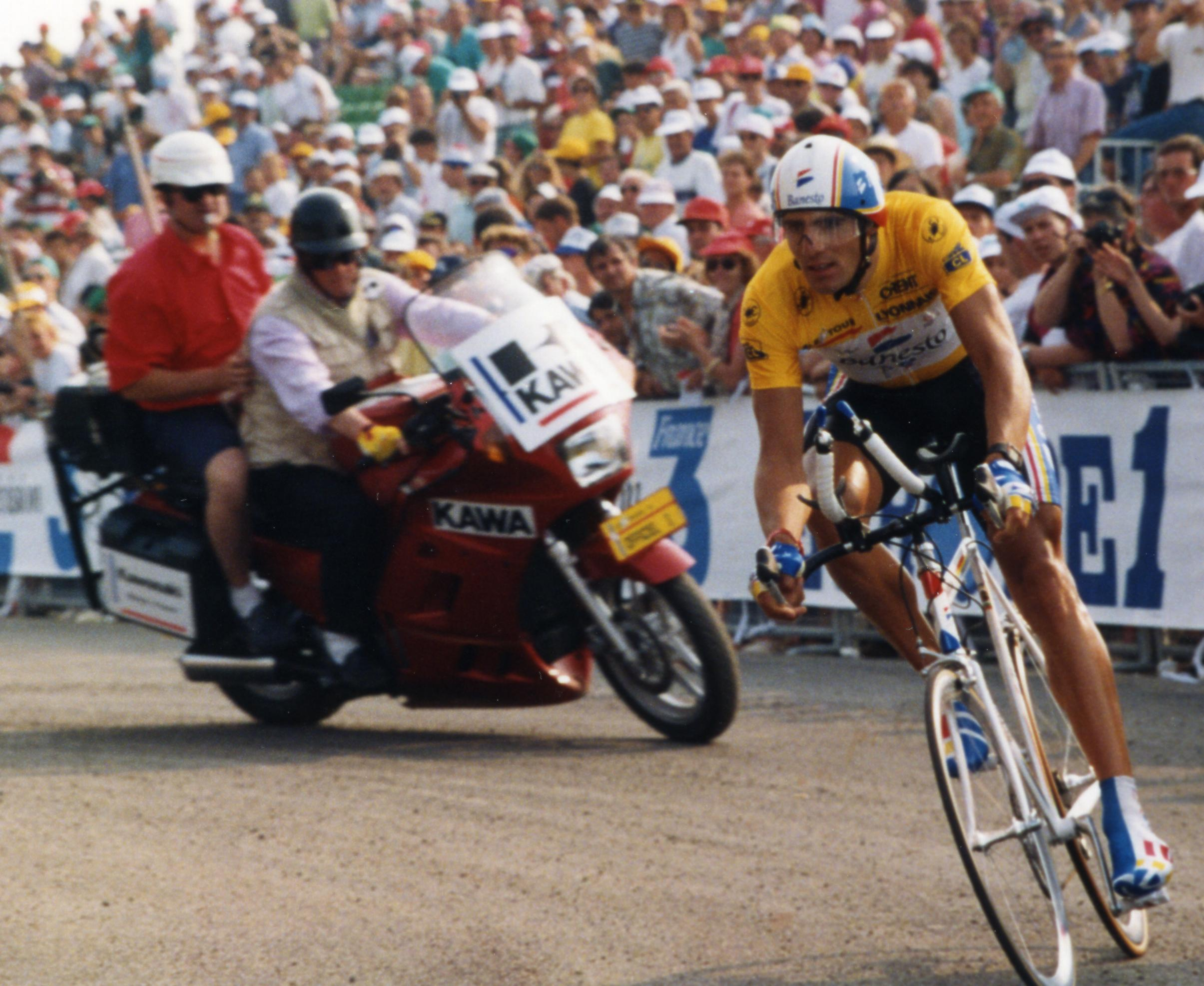
Miguel Induráin durante una contrarreloj en el Tour de Francia 1993.

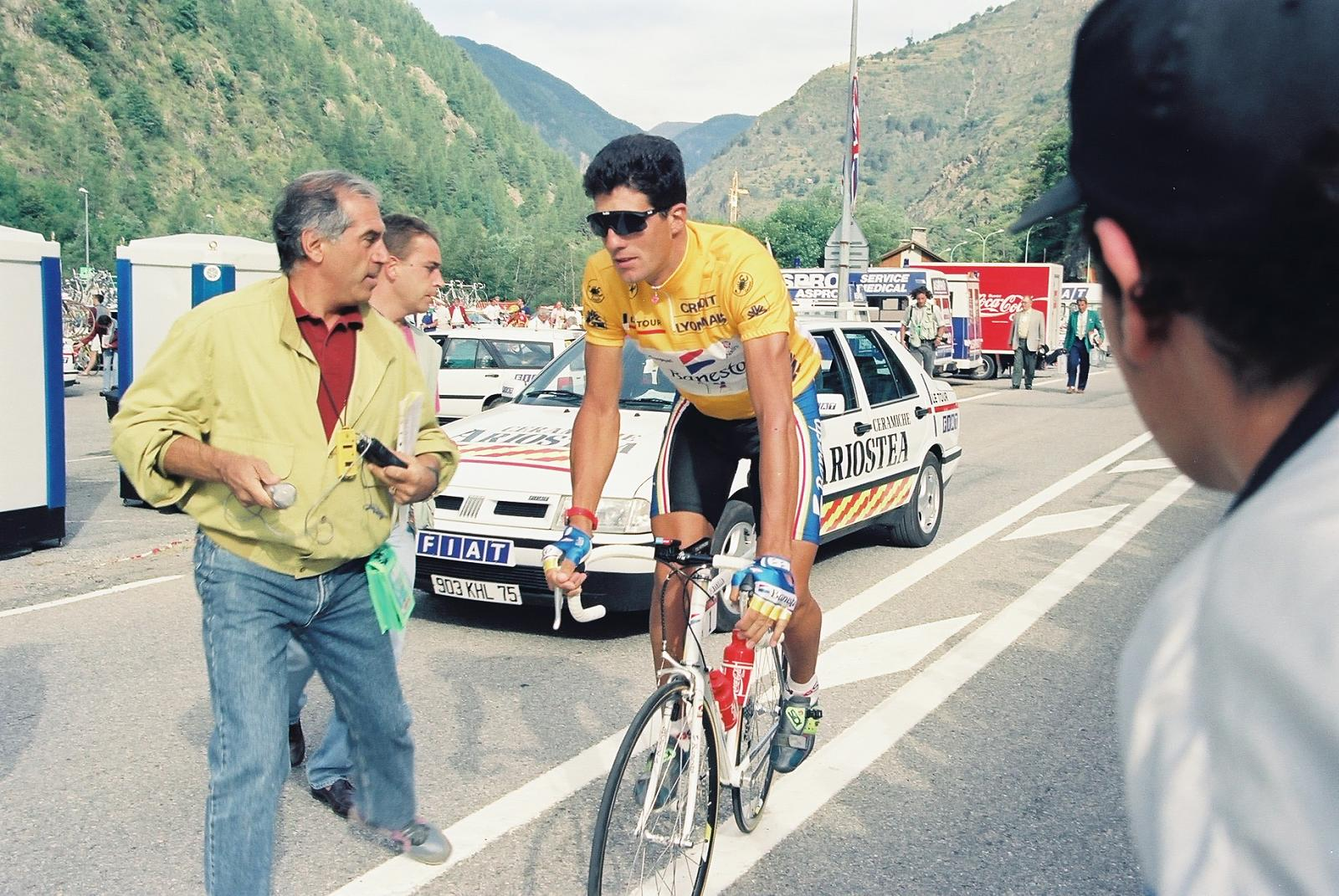
Miguel Induráin en el Tour de Francia 1993.

En 1993 tuvo una preparación idéntica a la del año anterior. Después de reservarse durante la primavera, ganando solo una etapa en la Vuelta a Murcia y siendo tercero en la Vuelta a Valencia (con un segundo puesto en una etapa), acudió al Giro de Italia, en un recorrido que no le beneficiaba por los pocos kilómetros contrarreloj. Tras ganar la contrarreloj de Senigallia se colocó con el jersey de líder y se metió en la lucha por la victoria. Resistió a todos los ataques en la montaña, y sufrió en el último puerto de la prueba, el Santuario de Oropa, donde el letón Piotr Ugriúmov le atacó constantemente poniendo en peligro su maglia rosa. Resistió y consiguió triunfar en su segundo Giro, en parte, gracias a las diferencias logradas en las etapas contrarreloj (también ganó en la etapa cronoescalada a Sestriere un día antes de dicha etapa de Oropa). Finalizó con una de las menores diferencias de la historia respecto al segundo (58 segundos respecto a Ugriúmov), en cierta manera justificable por dedicar el Giro como una preparación al Tour y ya que no llegaba al 100% de forma a la ronda italiana no queriendo forzar como lo hizo en su primer triunfo. Después ganó dos etapas y obtuvo un segundo puesto en otra etapa en la Vuelta a los Valles Mineros lo que le sirvió para obtener la clasificación de la regularidad de esa carrera.
En el Tour de Francia repitió esquema con respecto al año anterior. Triunfó en la contrarreloj de Lac de Madine y mantuvo la diferencia con su máximo rival, Tony Rominger (que había perdido mucho tiempo en la contrarreloj por equipos) en la montaña. Los últimos días del Tour los pasó con fiebre y catarro, y se vio obligado a ceder ante Rominger en la última contrarreloj. Pese a ello hizo valer la importante diferencia que había logrado en la primera semana para salir victorioso por tercer año consecutivo. Se convirtió de esta forma en el primer corredor de la historia en conseguir dos dobletes Giro-Tour consecutivos. Aprovechando el gran estado de forma disputó y ganó el Trofeo Castilla y León (ganando la contrarreloj de la primera etapa) y la Vuelta a los Puertos.
A final de temporada volvió a preparar a conciencia el Mundial, celebrado en esta ocasión en Oslo. Un joven Lance Armstrong sorprendió a los favoritos con un ataque lejano e Induráin debió conformarse con la segunda plaza, ganando sorprendentemente el sprint a los esprínteres Olaf Ludwig y Johan Museeuw respectivamente, siendo en aquella época, el segundo español en conseguir tal éxito tras Luciano Montero que lo hizo en 1935. Las buenas actuaciones a lo largo de la temporada le hicieron proclamarse primero del recién estrenado Ranking UCI.

##### 1994: fin de la racha ganadora en el Giro, cuarto Tour y nuevos retos

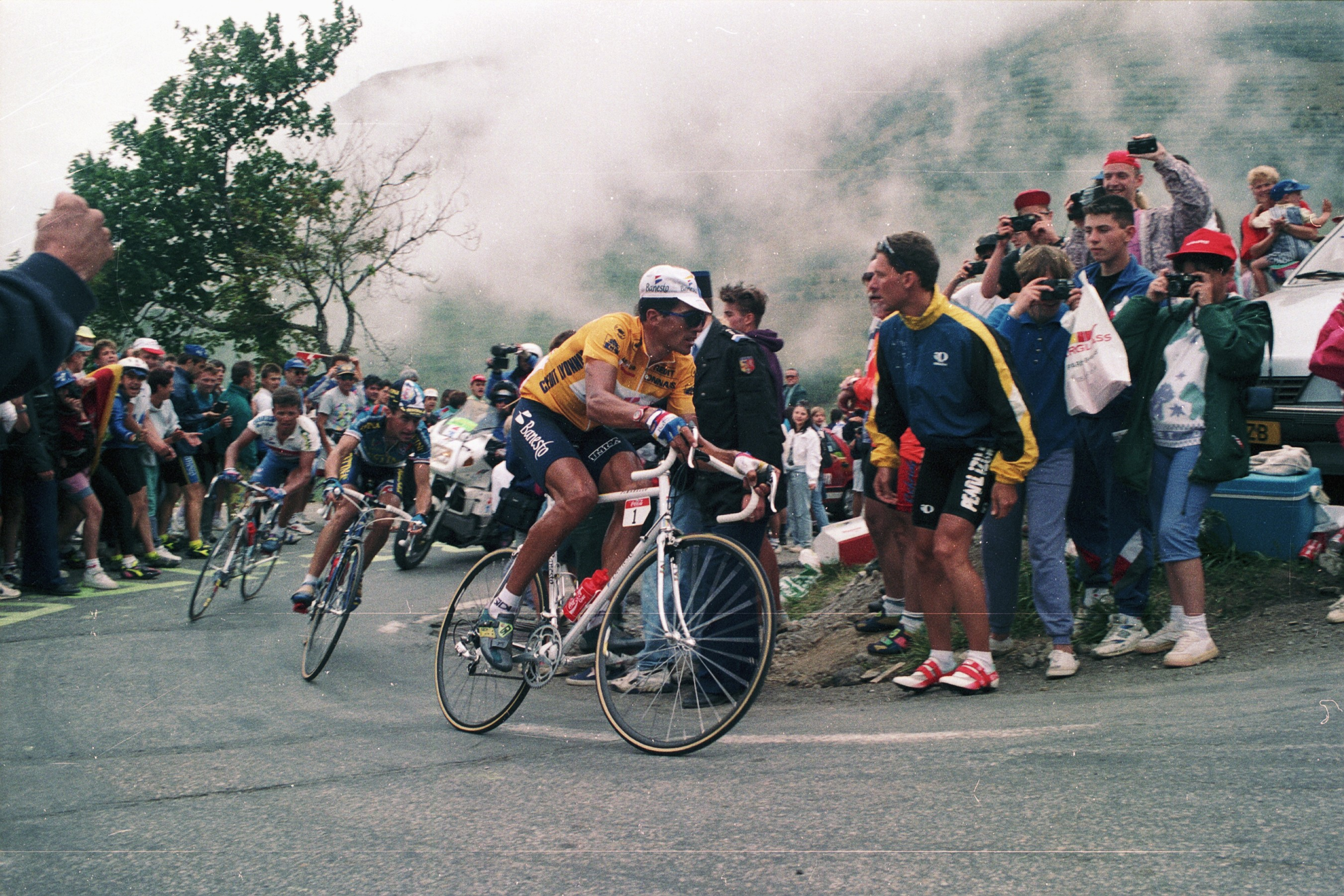
Miguel Induráin durante el Tour de Francia 1994.

En 1994, para poder ayudar a Miguel en sus objetivos, el equipo se reforzó notablemente con corredores nuevos como Melcior Mauri, Mikel Zarrabeitia y Jesús Montoya que se unían a los ya veteranos Julián Gorospe y Pedro Delgado. Formación que algunos aficionados la calificaron como "Super-equipo" con un presupuesto de 2000 millones de pesetas para las temporadas 94-95.
Su preparación para el Giro se vio perjudicada por una tendinitis que se manifestó en la Vuelta al País Vasco. Antes de la carrera vasca consiguió vencer en una etapa de la Vuelta a la Comunidad Valenciana y ganó Tour de l'Oise donde además ganó una etapa contrarreloj. Debido a la lesión llegó al Giro de Italia más justo que nunca, pagándolo con una "mala" actuación en la contrarreloj de Follonica (siendo cuarto), ganada por el ruso Yevgeni Berzin. En la etapa reina, entre Merano y Aprica, consiguió dejar atrás a Berzin en el Puerto del Mortirolo y unirse al joven Marco Pantani en el ataque al líder. Sin embargo, cuando ya se había subido lo más duro de la etapa, y subiendo el último puerto de la misma, catalogado de segunda categoría (el Válico de Santa Cristina), sufrió una pájara y perdió sus opciones de ganar el Giro (finalizó en tercera posición), que finalmente se adjudicó el ruso Berzin. Ni siquiera pudo alcanzar a Pantani (pese a que quedó segundo en la última etapa de montaña, una cronoescalada de 35 km) ya que el italiano quedó 32 segundos mejor que el navarro en la clasificación general. Se trató de la primera gran ronda que no consiguió ganar desde el Tour de 1991 y ni siquiera una etapa desde el Tour del 1990, por ello en muchos medios especializados se consideró que había entrado en la cuesta abajo de su carrera. Incluso en la salida del Tour las apuestas estuvieron con Rominger, segundo el año anterior y que acababa de ganar con gran facilidad su tercera Vuelta a España consecutiva. Además de esa derrota en el Giro, en dicha edición del Tour primó la montaña respecto a la contrarreloj, perjudicando supuestamente sus intereses. Tras su retirada quitó importancia a esa derrota achacando que no estaba en sus mejores condiciones y que al igual que en ediciones anteriores, el Giro no era su objetivo ya que lo utilizaba como preparación al Tour.

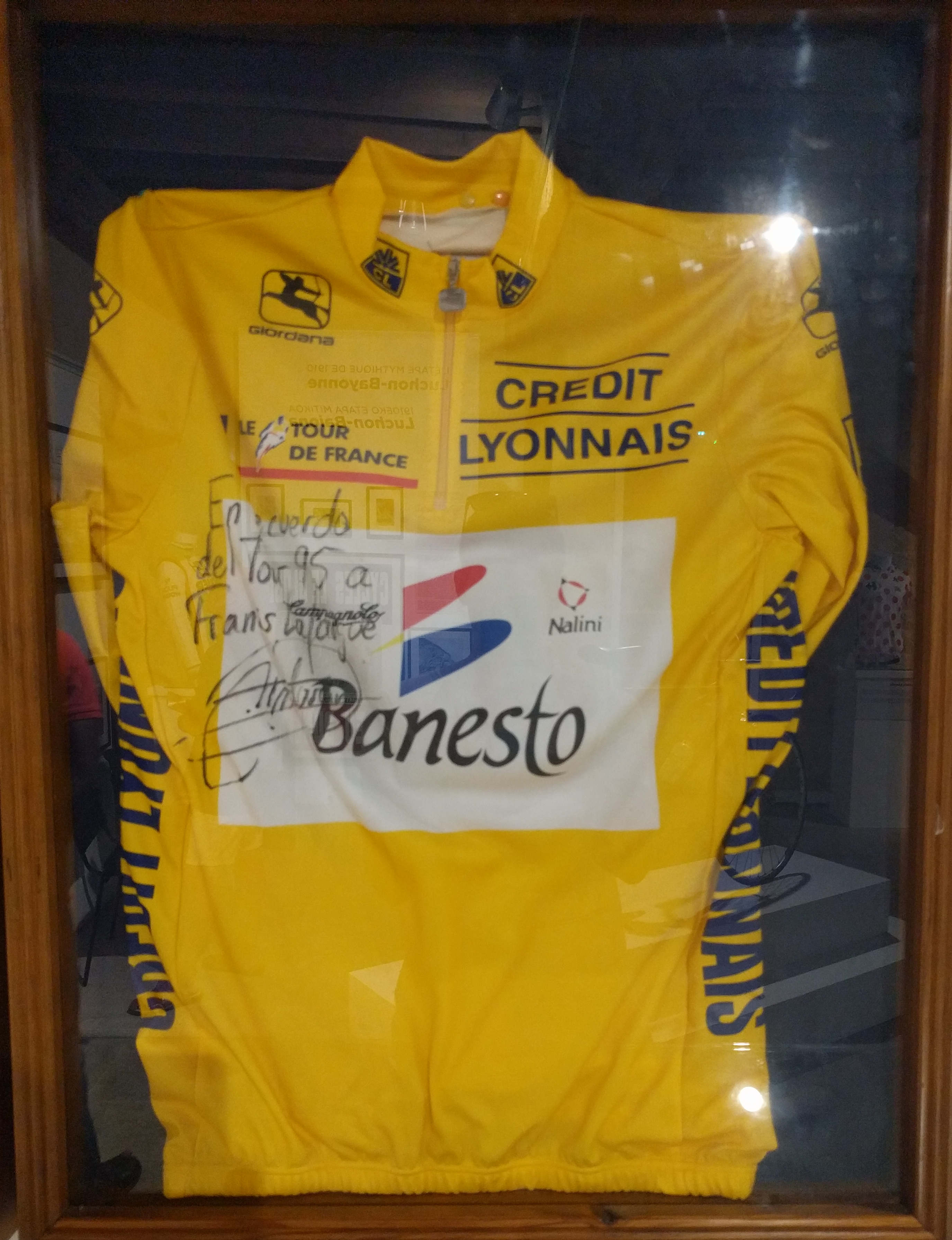
Maillot amarillo de Induráin, Tour de Francia 1995.

En el Tour de Francia pronto acalló las dudas venciendo en la primera contrarreloj larga con final en Bergerac: se exhibió nuevamente sentenciando el Tour, sacando dos minutos a Rominger y más de siete minutos a Chiapucci (además, ya fue segundo en la contrarreloj prólogo). Ratificó el liderato dos días después en la primera etapa de montaña, con la subida a Hautacam: atacó entre la niebla y distanció a sus más inmediatos rivales a más de 5 minutos, solo aguantó su ritmo Luc Leblanc al que cedió la victoria de etapa. El resto del Tour se limitó a asistir a la lucha por la segunda plaza, con un segundo y un quinto puesto en diversas etapas de montaña y permitiéndose el lujo de "solo" ser tercero en la última contrarreloj (en la especialidad de cronoescalada), que tras el abandono de Rominger por enfermedad la consiguió el letón Piotr Ugriúmov.
En la última parte de la temporada renunció a participar en los mundiales de Agrigento (Italia) para intentar batir el récord de la hora. Tras diversas pruebas, y estrenando un innovador modelo de bicicleta, la "espada", afrontó la prueba en el velódromo de Burdeos, donde consiguió superar la marca del inglés Chris Boardman, ello a pesar de que sus características físicas no eran las más idóneas para el ejercicio en pista. Dos meses después, el suizo Tony Rominger batió la plusmarca establecida por el ciclista navarro. También aprovechó para batir los récords de España de 5, 10 y 20 km. Finalmente fue segundo en el Ranking UCI.

##### 1995: quinto Tour y deterioro de relaciones con el equipo
En 1995 renunció como venía siendo habitual a participar en la Vuelta, renunciando también al Giro de Italia variando su calendario respecto de los dos años anteriores, pero siempre con el objetivo de llegar al Tour en la mejor forma posible. En las primeras carreras de la temporada ganó una etapa contrarreloj en la Vuelta a Aragón, una etapa de la Vuelta a los Valles Mineros y la clasificación general, de la regularidad más una etapa de la Vuelta a la Rioja. Su preparación para el Tour pasó por disputar la Vuelta a Asturias, la Midi Libre y la Dauphiné Libéré, logrando vencer en las dos últimas, consiguiendo, además, dos victorias de etapa en la carrera asturiana (la primera de ellas cronoescalada) y otra en la Dauphiné.

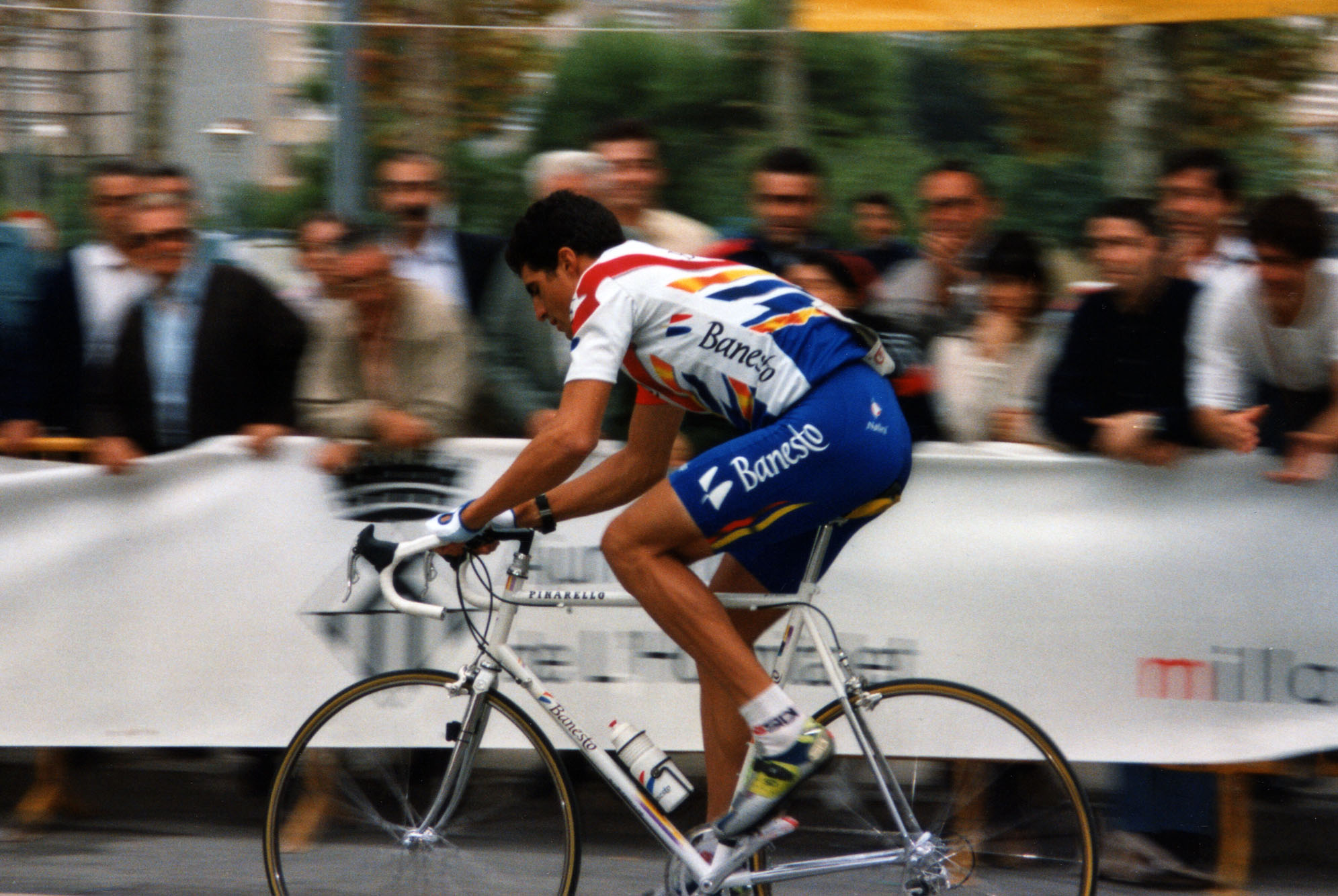
Miguel Induráin durante el XXI Criterium Ciudad de Hospitalet que ganó, en 1996.

Comenzó el Tour con un sorprendente ataque en una etapa de media montaña, con un recorrido más típico de una clásica que de una etapa de una gran vuelta, camino de Lieja, en la que el equipo ONCE rompió la carrera y Miguel la aprovechó para escaparse y conseguir 50 segundos de ventaja sobre sus rivales y propiciándoles un importante golpe moral. Al día siguiente, en la contrarreloj de Seraing, venció la etapa y se situó como líder, pese a que en esta ocasión el danés Bjarne Riis quedó a solo 12 segundos. En la primera etapa de montaña, con subida final a La Plagne, terminó de sentenciar el Tour con un ataque que dejó a sus más directos rivales a más de dos minutos en la etapa. Solo el suizo Alex Zülle entró por delante tras una escapada de más de 100 km. El resto del Tour transcurrió tranquilo para sus intereses, sin ataques serios por parte de Zülle. Tras imponerse de nuevo en la contrarreloj final ganó su quinto Tour de Francia, igualando a Jacques Anquetil, Eddy Merckx y Bernard Hinault, aunque es el único en ganarlos de forma consecutiva[actualizar] (aunque después lo igualó Lance Armstrong, sus victorias fueron anuladas por dopaje). Tras la victoria en el Tour ganó la Vuelta a Galicia más una etapa.
Al término del año se preparó duramente en Colorado para asaltar un triple objetivo: el Campeonato del Mundo Contrarreloj, el Campeonato del Mundo en Ruta y el récord de la hora. Ganó con facilidad en el Campeonato del Mundo Contrarreloj en un duro circuito entre los municipios colombianos de Tunja y Paipa. En la prueba de ruta, en el también durísimo circuito en la ciudad de Duitama (Boyacá, Colombia), su compañero de selección Abraham Olano logró la victoria en solitario, consiguiendo Miguel la medalla de plata venciendo el sprint por el segundo puesto encabezando el terceto perseguidor. En cambio, no tuvo éxito en su intento de batir el récord de la hora: la fatiga acumulada en la concentración en altitud en Colorado, unida a las malas condiciones del velódromo de Bogotá (en el que entraba viento) le obligaron a suspender el intento. La insistencia de sus directores para que realizara un nuevo intento de batir el récord en Cali, provocó sus primeras diferencias con la cúpula del equipo. El médico de Banesto, Sabino Padilla, le apoyó y se desvinculó del equipo, trabajando exclusivamente para él a partir de entonces. De nuevo acabó en los primeros puestos del Ranking UCI, siendo esta vez tercero.

#### 1996: el final

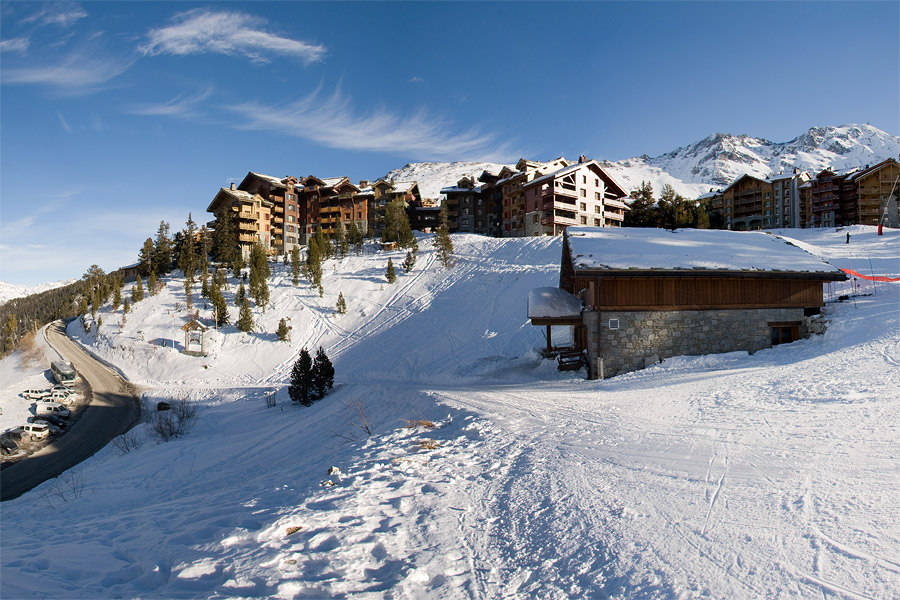
Vista del ascenso a la estación de Les Arcs, donde Induráin sufrió el primer desfallecimiento en el Tour tras cinco victorias consecutivas.

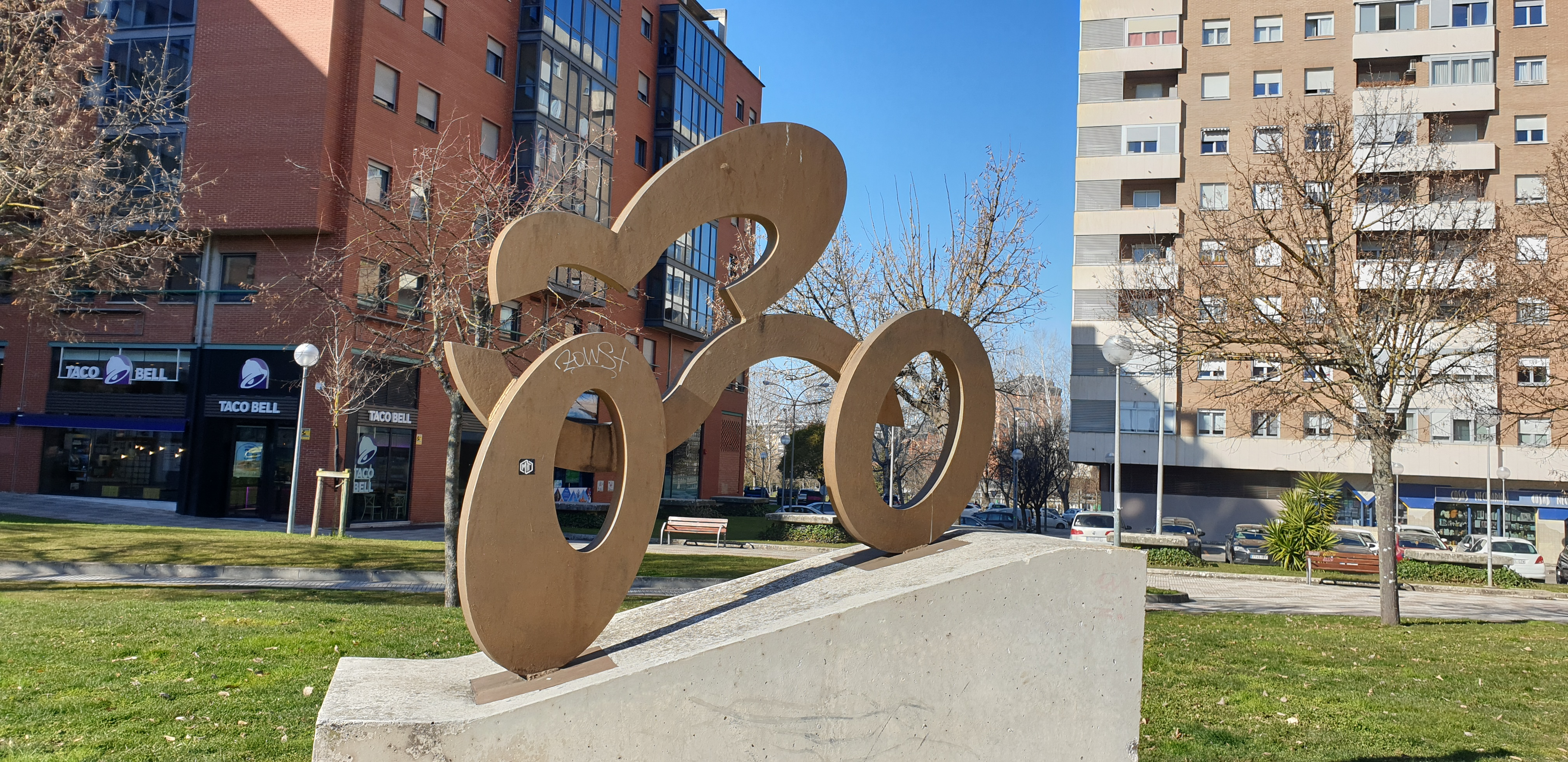
Miguel Indurain. Escultura para conmemorar la llegada a Pamplona del Tour de Francia 1996, y como homenaje a los 5 Tours que había ganada el ciclista.

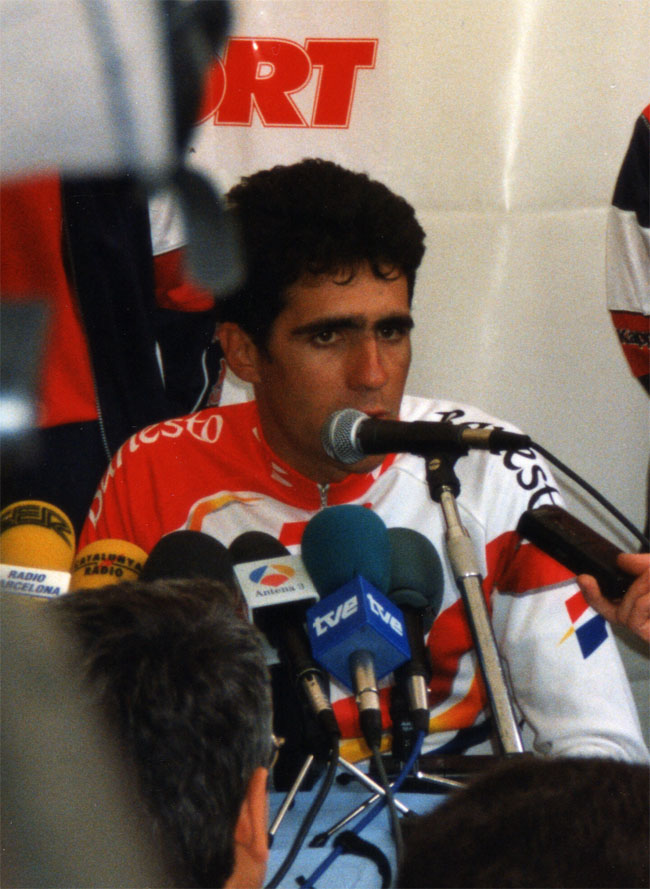
Induráin en una rueda de prensa tras el XXI Criterium Ciutat de L'Hospitalet.

En 1996 realizó una preparación idéntica al año anterior, renunciando a participar en el Giro de Italia, compitiendo como preparación al Tour en la Midi Libre, en la Bicicleta Vasca y en la Dauphiné Libéré, destacando en las dos últimas donde venció las clasificaciones generales y de la regularidad, además de dos etapas en la Dauphiné Liberé y una en la Bicicleta Vasca. Antes de esas carreras de preparación ya ganó la clasificación general y dos etapas de la Vuelta al Alentejo y la clasificación general y una etapa de la Vuelta a Asturias.
Se presentó en el Tour de Francia como máximo favorito y sus rivales parecían el suizo Alex Zülle, el francés Laurent Jalabert y el danés Bjarne Riis. A diferencia de las anteriores ediciones, el Tour eliminó la primera contrarreloj larga de la primera semana sustituyéndola por una cronoescalada tras el primer bloque alpino. Durante esta primera semana el tiempo fue muy malo, con lluvia y frío que le afectaron, ya que su rendimiento óptimo siempre lo lograba con el calor. En la primera etapa de montaña, con final en Les Arcs, sufrió un desfallecimiento en los últimos 4 km que lo alejaron a más de cuatro minutos del resto de favoritos. Mostró síntomas de recuperación en las otras dos etapas de los Alpes pero no consiguió arañar tiempo a los otros favoritos, entre los que se empezó a destacar el danés Riis, que una década después admitió que se dopó. El 16 de julio, en la primera etapa pirenaica camino de Hautacam, intentó resistir los durísimos ataques de Riis, pero acabó pagando el esfuerzo perdiendo definitivamente sus opciones de ganar el sexto Tour consecutivo. Incluso en la etapa de la contrarreloj larga, en el penúltimo día, fue batido por un joven alemán, Jan Ullrich, que, a la postre, acabaría 2.º en la general tras Riis. Curiosamente este mismo año el Tour le rindió un homenaje pasando la carrera delante de su casa natal en Villava, en la etapa que finalizaba en Pamplona. Acabó en el puesto once y admitió que el frío y la lluvia le pasaron factura, incluso llegó a declarar que:
"Sin quitarle valor a lo que hizo Riis, más que ganarme, tengo la sensación de que fui yo quien perdió el Tour"
Como colofón de la temporada decidió asistir a los Juegos Olímpicos de Atlanta, donde consiguió la medalla de oro en la prueba contrarreloj. Pese a que da por finalizada la temporada, los compromisos del equipo le obligaron a participar en la Vuelta, donde se vio obligado a abandonar camino de los Lagos de Covadonga (Asturias) por falta de fuerzas el 19 de septiembre, durante la decimotercera etapa. Respecto al récord de la hora, durante su último Tour, cuando le plantearon la opción de volver a batirlo de nuevo, se negó a intentarlo ya que según sus palabras: "Ya lo he hecho todo en este apartado, batirlo y perderlo" sentenció.

##### Ruptura definitiva con el equipo y retirada
Mostró públicamente su descontento con el equipo, debido a las obligaciones de correr ciertas pruebas (entre otras la Vuelta a España de 1996 y el segundo intento del récord de la hora en el 1995); por ello, rompió sus relaciones con los directores de Banesto, Echavarri y Unzué. Dudó entonces si retirarse o intentar el asalto al sexto Tour. Fueron meses de negociaciones públicas con el equipo ONCE, que no llegaron a buen puerto.
Finalmente decidió retirarse del ciclismo profesional. Primero haciéndoselo saber a su familia, después a los directores del Banesto (a pesar de haber finalizado su contrato con el equipo) y finalmente con un comunicado público en un hotel en Pamplona el 2 de enero de 1997 con estas palabras:

Hoy, 2 de enero de 1997, quiero anunciar públicamente mi retirada del ciclismo profesional.

A continuación explicó los motivos:

Esta ha sido una decisión larga y profundamente meditada. Como bien es sabido, he necesitado tres meses para poder tomarla.

Se ha hablado y se ha especulado mucho sobre el tema. Lo cierto es que me ha resultado tremendamente difícil decidirme puesto que físicamente estoy bien y pienso que todavía podría estar en condiciones de lograr el tan deseado sexto Tour.
Por otra parte, ya en los primeros meses de esta temporada empezó a rondarme la idea de que con el 96 había llegado la hora de dejarlo y dedicarme a otras facetas de mi vida; de hecho, así lo tenía planeado. Intenté ganar el Tour con todas mis fuerzas y no lo conseguí, pero gané la medalla de oro en Atlanta, lo que me parecía el broche ideal para mi carrera deportiva. Corrí la Vuelta a España y, muy a pesar mío, tuve que abandonar debido a una infección viral. Este hecho cambió mi visión de las cosas. No podía despedirme con un abandono.
En mi entorno me animaban a seguir, tenía que ganar el sexto Tour de Francia.
Así las cosas, cada día que pasaba me resultaba más difícil ver con claridad cuál era el mejor camino a seguir.

Llevo doce años en el ciclismo profesional, he corrido vueltas grandes, pequeñas, campeonatos nacionales, del mundo y hasta unas Olimpiadas. En estos años he tenido grandes satisfacciones por los triunfos logrados pero también me ha costado mucho esfuerzo y sacrificio el obtenerlos. Estar al máximo nivel exige mucho de uno mismo y cada año que pasa resulta más difícil conseguirlo.

Miguel, casado en 1992 y que tuvo un hijo en diciembre de 1995, no se quiso olvidar de su familia:

Creo que ya le he dedicado el tiempo suficiente al ciclismo de competición y ahora deseo disfrutar de este deporte como afición. En definitiva, y tras meditarlo minuciosamente, pienso que he tomado la mejor decisión para mí y para mi familia. Ellos también me están esperando.

Por último dedicó unas palabras a la prensa, su equipo y aficionados en general:

Finalmente, quiero aprovechar la ocasión para expresar mi más sincero agradecimiento a todos los medios de comunicación que con tanto interés habéis seguido toda mi carrera deportiva, a Banesto por su apoyo y, muy especialmente, a toda la afición que sigue este deporte con tanto entusiasmo.

Gracias por todo y hasta pronto.

### Legado

#### Epílogo y homenajes

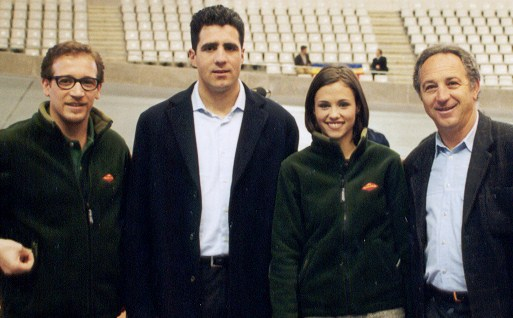
Induráin junto a Carlos Beltrán y los campeones olímpicos Estela Giménez y Francisco Fernández Ochoa, en la grabación de un programa de Escuela del deporte en el año 2000.

Además de sus excelentes cualidades como ciclista fue admirado por sus compañeros y rivales como un gran deportista, destacado por la diplomacia ejercida en carrera, permitiendo ganar etapas a muchos de sus rivales, y su educado trato con los medios.[cita requerida]
Actualmente una fundación de apoyo al deporte en Navarra lleva su nombre, en la que Miguel es presidente honorario. En su localidad natal Villava, se le ha dedicado una plaza, un polideportivo (junto con su hermano Prudencio) y una escultura. Asimismo desde el año 1999 el Trofeo Comunidad Foral de Navarra lleva su nombre, y dada cuenta su trayectoria deportiva su presencia es reclamo para promocionar diferentes actos culturales, participar en charlas y firmas de autógrafos, acudir o participar en actos benéficos, y grabar spots publicitarios, entre otros (como ya hacía cuando estaba en activo pero en menor medida). A pesar de estar retirado aún sigue recibiendo premios por su carrera deportiva.

#### Tras la retirada
Aunque no se prodiga mucho en aparecer en los medios participa activamente en diferentes actos deportivos por ejemplo acudiendo a diversas carreras ciclistas tanto como invitado en el coche del director de carrera como acudiendo directamente a la propia ciudad donde discurre la carrera. También participa en diversas decisiones de estamentos deportivos siendo miembro de diferentes organizaciones y jurado de premios.
A pesar de ser una persona discreta y ajena a las polémicas no manifestando abiertamente sus opiniones personales, tras su retirada alguna vez sí ha dado alguna opinión personal sobre el ciclismo que se podría catalogar de polémica. Entre ellas se podría mencionar la crítica hacia los ciclistas por plantarse en circuitos que ellos consideran peligrosos; la crítica hacia un ranking de los mejores del Tour de Francia en el que él aparecía octavo cuando a su entender debería estar más adelante; el apoyo al polémico circuito UCI ProTour; la crítica que le hizo al corredor que rompió su hegemonía en el Tour, Bjarne Riis, por admitir que se dopó once años después de su triunfo; o el ir en contra de la UCI (de la que es miembro) por diferentes decisiones, como el veto que le quisieron imponer a Alejandro Valverde en el Mundial 2007 o la exclusión de Michael Rasmussen en el Tour 2007.
En los últimos años, Induráin ha mantenido una presencia activa en el ámbito cicloturista y solidario. En julio de 2024 participó en la 33.ª edición de La Indurain by TotalEnergies, una marcha cicloturista que lleva su nombre y que se celebra anualmente en Villava, su localidad natal. El evento contó con tres recorridos de 75, 100 y 180 kilómetros y atrajo a ciclistas de diferentes niveles. Durante la presentación oficial, Induráin destacó el diseño del nuevo maillot, inspirado en su histórico equipo Banesto.
Además, en marzo de 2025, compartió una ruta ciclista con el grupo Eurobikers de Ontinyent, recorriendo hasta Navalón. Los miembros del grupo valoraron la experiencia de rodar junto a una leyenda del ciclismo, en una jornada marcada por la cercanía y la afición al deporte.
En abril de 2024, Induráin expresó su opinión sobre Tadej Pogačar, a quien considera el gran favorito para el Tour de Francia 2025, destacando su potencia, preparación y entorno competitivo. Unos meses después, en junio de 2024, participó como embajador en la Gran Fondo Valencia, una marcha cicloturista solidaria organizada para recaudar fondos tras la DANA que afectó a la región. Compartió el evento con otros exprofesionales como Claudio Chiappucci y Pedro Delgado.

### Acusaciones de dopaje

#### Falso positivo por salbutamol
En 1994 se publicó la noticia de un posible positivo por salbutamol durante la celebración del Tour de l'Oise. Al conocerse la noticia, los médicos de Banesto alegaron que ya habían notificado el uso de salbutamol para uso terapéutico antes del comienzo de la carrera. Por otro lado la UCI no consideraba esta sustancia como dopante. Como consecuencia, Induráin fue absuelto por falta de pruebas, ya que no se pudo demostrar que pudiera haber utilizado el salbutamol para mejorar su rendimiento.

#### Acusaciones al equipo Banesto
En el año 2000 el equipo Banesto fue acusado de dopaje organizado por su excompañero de equipo Thomas Davy cuando declaraba como testigo por el Caso Festina. Induráin desmintió tales acusaciones.
En 2013 Sandro Donati, asesor de la Agencia Mundial Antidopaje, aseguró tener evidencia de que el equipo Banesto solicitó en los años noventa los servicios del médico Francesco Conconi, uno de los pioneros en el tratamiento con EPO de ciclistas, a cambio de grandes sumas de dinero. Erwin Nijboer confirmó la contratación de servicios al doctor por parte de Banesto, pero aseguró que la relación con el equipo se limitó a la utilización del Test de Conconi, a pesar de que Donati considera que las cantidades de dinero manejadas difícilmente se pueden justificar como un pago por realizar una prueba a los ciclistas.

#### Potencia desarrollada
En 2013 Antoine Vayer publicó el libro La Preuve par 21 en el que hace un repaso a los vencedores del Tour de Francia en los últimos 30 años. En él se afirma que la potencia desarrollada por Induráin llegó a alcanzar una media de 455 vatios, superando así a otros ganadores de esa carrera como Bjarne Riis (449 W), Marco Pantani (446 W), Alberto Contador (439 W), Jan Ullrich (441 W) o Lance Armstrong (438 W). Con motivo de la publicación de su libro, concedió una entrevista en la que sostiene que, a la vista de estas cifras, Sabino Padilla fue mucho mejor médico que Michele Ferrari, y siembra dudas sobre el maratoniano Martín Fiz, también cliente de Padilla.

## Palmarés
| 1983 - Vuelta a Salamanca 1984 - 1 etapa del Tour del Porvenir - Trofeo Iberdrola (amateur) 1985 - 2 etapas del Tour del Porvenir 1986 - Tour del Porvenir, más 2 etapas - Vuelta a Murcia 1987 - Vuelta a los Valles Mineros, más 3 etapas - Trofeo C.F. de Navarra - 2 etapas de la Semana Catalana - Subida al Txitxarro, más 1 etapa 1988 - Volta a Cataluña , más 1 etapa - 1 etapa de la Vuelta a Cantabria - 1 etapa de la Vuelta a Galicia 1989 - París-Niza - Critérium Internacional, más 1 etapa - 1 etapa del Tour de Francia 1990 - París-Niza, más 1 etapa - Clásica de San Sebastián - 1 etapa del Tour de Francia - 3.º en el Campeonato de España en Ruta - 1 etapa de la Vuelta al País Vasco - 1 etapa de la Vuelta a la Comunidad Valenciana - 1 etapa de la Vuelta a Burgos 1991 - Tour de Vaucluse, más 1 etapa - 2.º en la Vuelta a España - 2 etapas de la Bicicleta Vasca (incluida Subida a Arrate) - Tour de Francia , más 2 etapas - Volta a Cataluña , más 1 etapa - 3.º en el Campeonato del Mundo de Ciclismo en Ruta - 2.º en el Ranking FICP 1992 - 1 etapa del Tour de Romandía - Giro de Italia , más 2 etapas y clasificación del intergiro - Campeonato de España en Ruta - Tour de Francia , más 3 etapas - 1 etapa del Trofeo Castilla y León - Volta a Cataluña - Circuit de l'Aulne - Ranking FICP | 1993 - 1 etapa de la Vuelta a Murcia - Giro de Italia , más 2 etapas - 2 etapas de la Vuelta a los Valles Mineros - Tour de Francia , más 2 etapas - 2.º en el Campeonato del Mundo en Ruta - 2.º en el Campeonato de España en Ruta - Trofeo Castilla y León, más 1 etapa - Clásica de los Puertos - Ranking UCI 1994 - 1 etapa de la Vuelta a la Comunidad Valenciana - Tour de l'Oise, más 1 etapa - 3.º en el Giro de Italia - Tour de Francia , más 1 etapa - 1 etapa de la Trofeo Castilla y León - Récord de la hora: 53,040 km (posteriormente "Mejor esfuerzo humano según la UCI") - Récord de España 5 km: 5 min 43,947 s - Récord de España 10 km: 11 min 20,097 s - Récord de España 20 km: 22 min 38,510 s - 2.º en el Ranking UCI 1995 - 1 etapa de la Vuelta a Aragón - 1 etapa de la Vuelta a los Valles Mineros - Vuelta a La Rioja, más 1 etapa - 2 etapas de la Vuelta a Asturias - Midi Libre - Dauphiné Libéré, más 1 etapa - Tour de Francia , más 2 etapas - 2.º en el Campeonato del Mundo en Ruta - Campeonato del Mundo Contrarreloj - Vuelta a Galicia, más 1 etapa - 3.º en el Ranking UCI 1996 - Vuelta al Alentejo, más 2 etapas - Vuelta a Asturias, más 1 etapa - Bicicleta Vasca, más 1 etapa - Dauphiné Libéré, más 2 etapas - Juegos Olímpicos Contrarreloj |

## Resultados

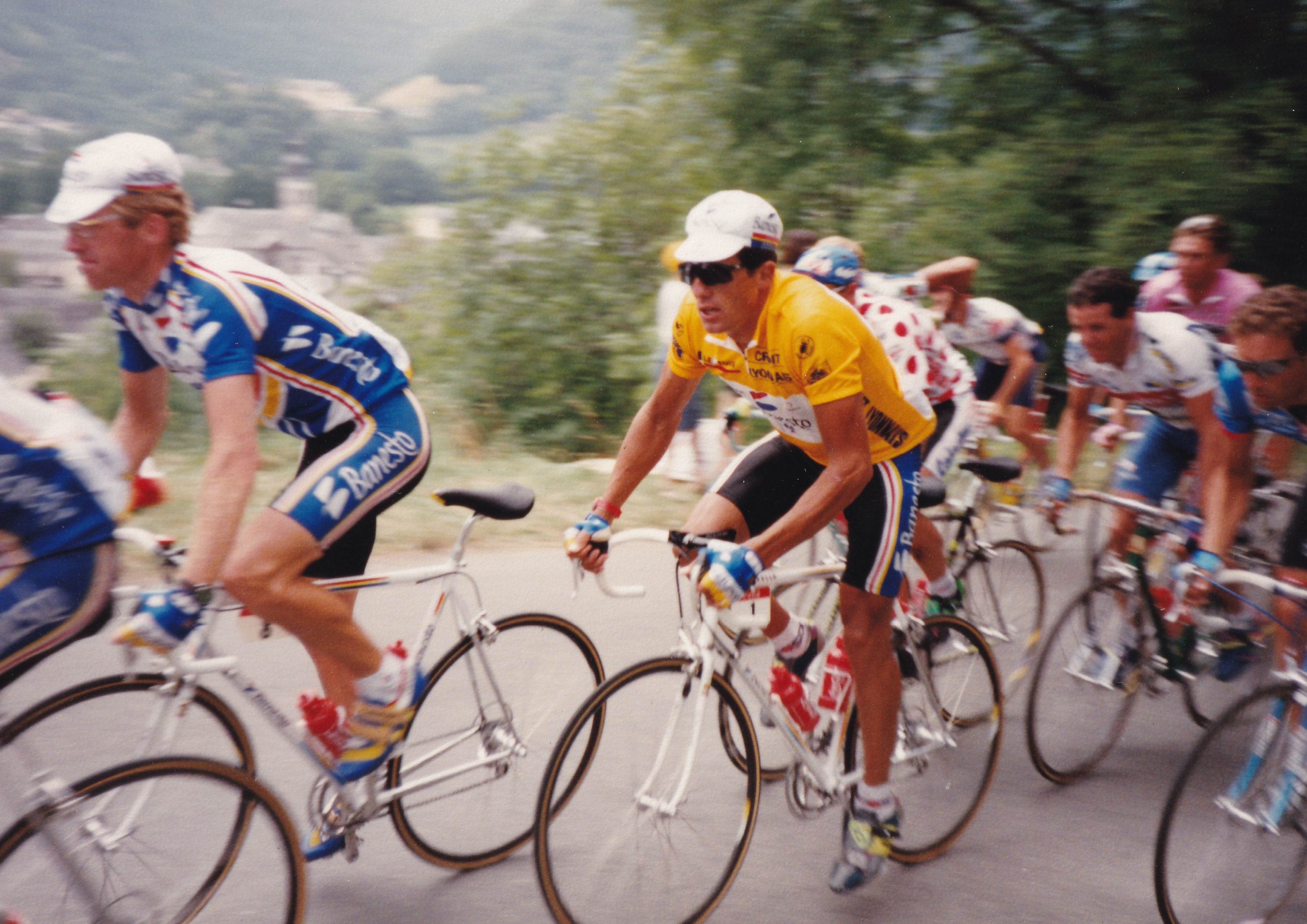
Miguel Induráin durante el Tour de 1993.

Durante su carrera deportiva consiguió los siguientes puestos en las Grandes Vueltas, vueltas menores y carreras de un día:

### Grandes Vueltas
| Carrera | Carrera         | 1984 | 1985 | 1986 | 1987 | 1988 | 1989 | 1990 | 1991 | 1992 | 1993 | 1994 | 1995 | 1996 |
| ------- | --------------- | ---- | ---- | ---- | ---- | ---- | ---- | ---- | ---- | ---- | ---- | ---- | ---- | ---- |
|         | Giro de Italia  | —    | —    | —    | —    | —    | —    | —    | —    | 1.º  | 1.º  | 3.º  | —    | —    |
|         | Tour de Francia | —    | Ab.  | Ab.  | 97.º | 47.º | 17.º | 10.º | 1.º  | 1.º  | 1.º  | 1.º  | 1.º  | 11.º |
|         | Vuelta a España | —    | 84.º | 92.º | Ab.  | Ab.  | Ab.  | 7.º  | 2.º  | —    | —    | —    | —    | Ab.  |

### Vueltas de una semana
| Carrera | Carrera                | 1984 | 1985 | 1986 | 1987 | 1988 | 1989 | 1990 | 1991 | 1992 | 1993 | 1994 | 1995 | 1996 |
| ------- | ---------------------- | ---- | ---- | ---- | ---- | ---- | ---- | ---- | ---- | ---- | ---- | ---- | ---- | ---- |
|         | París-Niza             | —    | —    | —    | —    | 42.º | 1.º  | 1.º  | —    | 3.º  | —    | 35.º | —    | —    |
|         | Tirreno-Adriático      | —    | —    | —    | —    | —    | —    | —    | 43.º | —    | —    | —    | —    | —    |
|         | Volta a Cataluña       | —    | —    | —    | —    | 1.º  | —    | —    | 1.º  | 1.º  | 4.º  | —    | —    | —    |
|         | Vuelta al País Vasco   | —    | —    | 22.º | —    | —    | —    | 3.º  | —    | —    | 54.º | —    | —    | —    |
|         | Tour de Romandía       | —    | —    | —    | —    | —    | —    | —    | —    | 2.º  | 15.º | 35.º | —    | —    |
|         | Critérium del Dauphiné | —    | —    | —    | —    | —    | —    | —    | —    | —    | —    | —    | 1.º  | 1.º  |
|         | Vuelta a Suiza         | —    | —    | —    | —    | —    | 10.º | —    | —    | —    | —    | —    | —    | —    |

### Clásicas, campeonatos y JJ. OO.
| Carrera               | Carrera               | 1984 | 1985         | 1986         | 1987         | 1988 | 1989          | 1990          | 1991          | 1992  | 1993          | 1994          | 1995          | 1996  |
| --------------------- | --------------------- | ---- | ------------ | ------------ | ------------ | ---- | ------------- | ------------- | ------------- | ----- | ------------- | ------------- | ------------- | ----- |
|                       | Milán-San Remo        | —    | —            | —            | —            | —    | 43.º          | —             | 124.º         | 167.º | 123.º         | 31.º          | 132.º         | 115.º |
| Amstel Gold Race      | Amstel Gold Race      | —    | —            | —            | —            | —    | —             | 19.º          | —             | —     | 72.º          | —             | 31.º          | 26.º  |
| Flecha Valona         | Flecha Valona         | —    | —            | —            | —            | 40.º | 7.º           | 4.º           | 17.º          | —     | —             | —             | —             | —     |
|                       | Lieja-Bastoña-Lieja   | —    | —            | —            | —            | —    | 10.º          | 12.º          | 4.º           | —     | 51.º          | —             | —             | —     |
| Clásica San Sebastián | Clásica San Sebastián | —    | —            | —            | 28.º         | 6.º  | 36.º          | 1.º           | 14.º          | —     | —             | 41.º          | 9.º           | 12.º  |
| JJ. OO. (Ruta)        | JJ. OO. (Ruta)        | Ab.  | No se diputó | No se diputó | No se diputó | —    | No se disputó | No se disputó | No se disputó | —     | No se disputó | No se disputó | No se disputó | 26.º  |
| JJ. OO. (CRI)         | JJ. OO. (CRI)         | X    | No se diputó | No se diputó | No se diputó | X    | No se disputó | No se disputó | No se disputó | X     | No se disputó | No se disputó | No se disputó | 1.º   |
| Mundial en Ruta       | Mundial en Ruta       | —    | —            | —            | 64.º         | Ab.  | Ab.           | 12.º          | 3.º           | 6.º   | 2.º           | —             | 2.º           | —     |
| Mundial CRI           | Mundial CRI           | X    | X            | X            | X            | X    | X             | X             | X             | X     | X             | —             | 1.º           | —     |
| España en Ruta        | España en Ruta        | —    | —            | —            | —            | —    | —             | 3.º           | —             | 1.º   | 2.º           | —             | —             | —     |

—: No participa
Ab.: Abandona
X: Ediciones no celebradas

## Equipos
- Reynolds/Banesto (1984-1996)
  - Reynolds (1984-1986)
  - Reynolds-Seur (1987)
  - Reynolds (1988-1989) (hasta junio)
  - Reynolds-Banesto (1989)
  - Banesto (1990-1993) (hasta abril)
  - Banesto-Xacobeo (1993)
  - Banesto (1994-1996)

## Premios y reconocimientos
- Mendrisio de Oro 1992[102]
- Bicicleta de Oro 1992 y 1993; y 2.º en 1994 y 1995; (primero en recibir este premio)[103]
- Atleta del año 1993 (United Press International); (único ciclista en recibir este galardón)[104]
- Medalla de oro y brillantes de la Real Federación Española de Ciclismo en 1997
- Orden Olímpica de plata del COI en 1995[105]
- Orden Olímpica del Comité Olímpico Español en 1997[106]
- Medalla de Oro al Mérito Deportivo de Navarra[107]
- Marca Leyenda 1997[84]
- Mejor deportista español del siglo XX (El Mundo Deportivo)[3]
- Premio Español Universal 2002[85][89]
- Fue designado como uno de los ciclistas más destacados de la historia al ser elegido en el año 2002 para formar parte de la Sesión Inaugural del Salón de la Fama de la UCI.[108]

### Condecoraciones
| Distinción                                                     | Año        |
| -------------------------------------------------------------- | ---------- |
| Gran Cruz de la Real Orden del Mérito Deportivo                | 1993       |
| Gran Cruz de la Orden del Mérito Civil                         | 1995       |
| Caballero de la Legión de Honor de la República Francesa       | 1993       |
| Galardón                                                       | Año        |
| Premio Nacional del Deporte «Mejor deportista español del año» | 1992, 1995 |
| Premio Príncipe de Asturias de los Deportes                    | 1992       |

| Predecesor: · Serguéi Bubka · Ucrania | 6.º Premio Príncipe de Asturias de los Deportes 1992 | Sucesor: · Javier Sotomayor · Cuba |

## Cargos institucionales
Miguel Induráin posee los siguientes cargos en organizaciones:
- Miembro del Jurado de los Premios Príncipe de Asturias
- Miembro del Comité Olímpico Español (C.O.E.)
- Presidente Honorario de la Fundación Miguel Induráin (fundación promovida por el Gobierno Foral de Navarra cuyo objetivo es optimizar la preparación de los deportistas navarros de alto rendimiento)
- Miembro del Consejo de Ciclismo Profesional (organismo de la Unión Ciclista Internacional)
- Miembro del Jurado de los Premios Laureus
- Desde 2011 es Presidente de Honor de Movistar Team

Además, también fue:
- Miembro del Consejo del UCI ProTour (organismo de la Unión Ciclista Internacional)

## Videoteca
Retransmisiones televisivas
- Últimos kilómetros de la victoria de etapa en el Tour en Cauterets (1989)
- Últimos kilómetros de la victoria de etapa en el Tour en Luz Ardiden (1990)
- Resumen de la victoria de etapa en el Tour en Alençon (1991)
- Resumen de la etapa donde sentenció su primer Tour en Val Louron (1991)
- Resumen de la victoria de etapa en el Tour en Luxemburgo (1992)
- Minutos finales del récord de la hora (1994)
- Resumen del Campeonato del Mundo contrarreloj y en ruta de Duitama (1995)
- Resumen del Campeonato del Mundo en Ruta de Duitama (1995)
- Desfallecimiento en el Tour (1996)
- Resumen de los 5 Tour
- Tributo a Miguel Induráin

Entrevistas
- Entrevista a Induráin en el programa "Cara a cara" (Canal 6 Navarra, 16 de diciembre de 2009)